# Sericine
Sericine sind Proteine aus dem Seidenspinner Bombyx mori. Sie sind ein Bestandteil von Seide und dienen als Klebeproteine auf dem Faserprotein Fibroin. Homologe kommen in verschiedenen Seidenspinnern und Webspinnen vor.

## Eigenschaften
In B. mori werden drei verschiedene Sericine gebildet. Sie dienen der Verklebung der Seidenfasern bei der Seidensekretion. Sericine werden im mittleren Abschnitt der Spinndrüse gebildet.